# Anton Pucher
Anton Pucher (* 9. August 1900 in Wien; † 7. Oktober 1980 in Wiener Neustadt) war  ein österreichischer Kameramann.

## Leben und Wirken
Der Sohn des Schuhmachermeisters Johann Pucher und dessen Frau Helene, geb. Effenberger, stieß bereits im Jahre 1914 zur Filmbranche, erlernte sein Handwerk von der Pike auf und stand als eigenständiger Kameramann bei Kriegsende 1918 erstmals hinter der Kamera. In der verbleibenden Stummfilmzeit arbeitete der gebürtige Wiener in österreichischen, ungarischen und deutschen Ateliers. Während der NS-Zeit stand er im technischen Dienst der Wien-Film. Bei Kriegsende 1945 kehrte er hinter die Kamera zurück und fotografierte mit Der weite Weg den ersten österreichischen Nachkriegsfilm. Im Jahre 1949 betreute Pucher als Kameramann eine Serie musikalischer Kurzfilme, anschließend auch abendfüllende Dokumentationen. Nach der Bühnenabfilmung von Schillers Don Carlos (1960) setzte er sich zur Ruhe.
Anton Pucher war mit Bertha Spindler verheiratet und lebte zuletzt in Baden bei Wien. Er starb 1980 im Krankenhaus Wiener Neustadt.

## Filmografie
- 1921: Kleider machen Leute
- 1923: Walpurgiszauber
- 1925: Die heiratsfähige Puppe
- 1927: Alles will zum Film
- 1931: Wiener Zauberklänge
- 1932: Sehnsucht 202
- 1932: Une jeune fille et un million
- 1932: Die vom 17er Haus
- 1933: Der große Trick (Kurzfilm)
- 1934: Hurra, wir haben gewonnen! (Kurzfilm)
- 1936: Die Leuchter des Kaisers
- 1936: Burgtheater
- 1938: Immer, wenn ich glücklich bin (ungenannt)
- 1946: Der weite Weg
- 1947: Die Welt dreht sich verkehrt
- 1949: Forellen-Quintett von Franz Schubert (Dokumentarfernsehkurzfilm)
- 1954: Unsterblicher Mozart
- 1954: Das Geheimnis der Venus
- 1955: Götz von Berlichingen
- 1960: Don Carlos